# Скромност (Корадини)
„Скромност“ (на италиански: Pudicizia), известна още като „Забулената истина“ (Verità velata), е скулптура, създадена през 1752 г. от италианския скулптор Антонио Корадини в стил Рококо.
Скулптурата, поръчана от принц Раймондо ди Сангро, е мемориален паметник на майка му Чечилия Гаетани, поставен в семейния параклис „Сансеверо“ в Неапол, Италия, където се намира и днес.

## История
Корадини е скулптор, активен предимно във Венеция, но също така работи във Виена и Неапол, където умира през 1752 г. „Скромност“ е позиционирана на пиедестал в „Капела Сансеверо“ и е последната от поредицата скулптури, изобразяващи забулени жени, изваяни от длетото на Корадини.
Идеята на Принцът на Сангро е да увековечи паметта на майка си, която умира преждевременно, преди принцът да навърши една година. „Скромност“ е една от четирите творби, създадени от Корадини за Капела „Сансеверо“ː там са още „Благоприличие“ и паметниците на Паоло ди Сангро и Франческо ди Сангро.

## Описание
Женската фигура е позиционирана в хоризонтално положение, като визуално тежестта ѝ пада върху левия крак, а десният е леко присвит в коляното. Тази поза създава идеята за движение, подчертана и от начина, по който воалът пада върху тялото. Всъщност през XVIII век в Италия майсторите на длетото, създаващи шедьоври от мрамор, следват примера на Джовани Лоренцо Бернини в пресъздаване на движението на фигурите, вкл. и Корадини. Лицето на „Забулената истина“ отвръща погледа си от наблюдателя, а очите са защитени от прозрачния воал. Макар че тялото показва чувственост, то лицето изразява различни чувства. Драпировката е едновременно тежка и прозрачна, прилепваща към гърдите, тя подчертава техните форми. Падайки по тялото, воалът покрива голотата му, така че фигурата не изглежда излишно похотлива. Гладкото, перфектно тяло е извито, сякаш е без кости и изложено пред зрителя, но метафорично защитена от воала. Всички тези характеристики водят до вярването, че е представено божествено създание, а не обикновена жена.
„Забулената истина“ олицетворява скромност, резервираност и мъдрост. Има ясна препратка към завесата на Изида и към статуята на забулената богиня, намерена в Египет.
Сред надписите върху това произведение има и такъв, който гласи: „Аз съм миналото, настоящето и бъдещето“. Счупеният надгробен камък означава, че животът на жената (майката на Раймондо) е бил преждевременно прекъснат. В основата, над която стои статуята, има релеф, подчертаващ значението на християнската вяра за семейство. Релефът изобразява сцена от Евангелията, в която Исус се явява на Мария Магдалена, която го обърква с градинар.
Скулптурата никога не е местена от отреденото ѝ първоначално място. В наши дни посетителите на Капела „Сансеверо“ (Неапол) могат да се възхищават на нейната съвършенност, загадъчност и скромност, изваяни от длетото на Корадини.